# World Series 1967
Le World Series 1967 sono state la 64ª edizione della serie di finale della Major League Baseball al meglio delle sette partite tra i campioni della National League (NL) 1967, i St. Louis Cardinals, e quelli della American League (AL), i Boston Red Sox. A vincere il loro ottavo titolo furono i Cardinals per quattro gare a tre.
I Red Sox erano guidati dal vincitore della Tripla corona Carl Yastrzemski, che quell'anno fu premiato come MVP della lega, e dal lanciatore Jim Lonborg, che aveva vinto il Cy Young Award dell'American League. 
I Cardinals potevano contare su Orlando Cepeda, premiato come MVP della National League, Lou Brock, Tim McCarver e l'MVP delle World Series 1964 Bob Gibson, oltre che sull'ex due volte MVP Roger Maris. In ventiduenne Steve Carlton vinse 14 partite nella sua prima stagione completa, iniziando una lunga carriera di successi.
Queste furono le prime World Series in cui fu assegnato alla squadra vincitrice il cosiddetto Commissioner's Trophy.

## Sommario

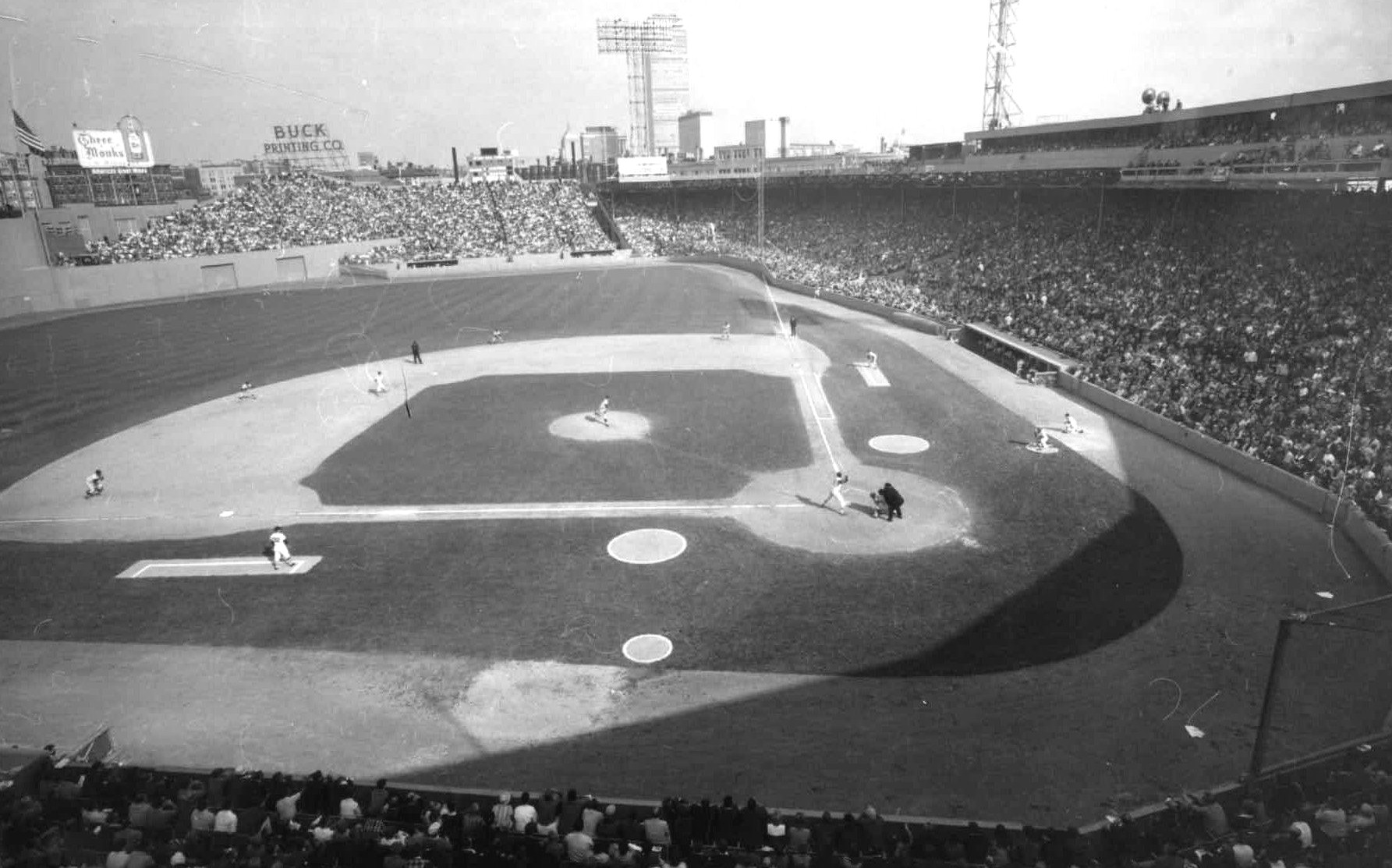
Fenway Park durante le World Series 1967

St. Louis ha vinto la serie, 4-3.
| Gara | Data       | Risultato                                   | Stadio                 | Tempo | Pubblico |
| ---- | ---------- | ------------------------------------------- | ---------------------- | ----- | -------- |
| 1    | 4 ottobre  | St. Louis Cardinals – 2, Boston Red Sox – 1 | Fenway Park            | 2:22  | 34.796   |
| 2    | 5 ottobre  | St. Louis Cardinals – 0, Boston Red Sox – 5 | Fenway Park            | 2:24  | 35.188   |
| 3    | 7 ottobre  | Boston Red Sox – 2, St. Louis Cardinals – 5 | Busch Memorial Stadium | 2:15  | 54.575   |
| 4    | 8 ottobre  | Boston Red Sox – 0, St. Louis Cardinals – 6 | Busch Memorial Stadium | 2:05  | 54.575   |
| 5    | 9 ottobre  | Boston Red Sox – 3, St. Louis Cardinals – 1 | Busch Memorial Stadium | 2:20  | 54.575   |
| 6    | 11 ottobre | St. Louis Cardinals – 4, Boston Red Sox – 8 | Fenway Park            | 2:48  | 35.188   |
| 7    | 12 ottobre | St. Louis Cardinals – 7, Boston Red Sox – 2 | Fenway Park            | 2:23  | 35.188   |

## Hall of Famer coinvolti
- Umpire: Al Barlick
- Cardinals: Red Schoendienst‡ (man.), Lou Brock, Steve Carlton, Orlando Cepeda, Bob Gibson
- Red Sox: Dick Williams (man.), Carl Yastrzemski

‡ introdotto come giocatore